# Pittsburgh Pirates (WPHL)
Pittsburgh Pirates je bil profesionalni hokejski klub iz Pittsburgha. Deloval je v ligi Western Pennsylvania Hockey League v sezoni 1908. Po obuditvi lige WPHL za sezono 1908 sta se vanjo vrnila le dva stara člana - Pittsburgh PAC in Pittsburgh Bankers. Tako sta bili potrebni dve novi moštvi, da se je lahko liga vrnila nazaj v svoj ligaški sistem štirih ekip. Tistega leta sta se tako ligi pridružila Pirates in Pittsburgh Lyceum. Piratesi so v ligo vstopili polni profesionalnih igralcev, kot so bili Dunc Taylor, Ed Robitaille, Ray Robinson, Harry McRobie, Edgar Dey, Charlie Mason in Jim MacKay.
Po sezoni 1902 je liga WPHL postala prva liga, ki je odkrito najemala svoje igralce. Mnogi od hokejistov v ligi so bili tako Kanadčani, ki jih je pritegnilo v Pittsburgh umetno drsališče Duquesne Gardens, eno izmed redkih umetnih drsališč v Severni Ameriki v tistem času. Piratesi so mogoče bili prvo moštvo, ki je s svojimi hokejisti trgovalo. Eden izmed dogovorov je tako predvidel, da je Pittsburgh Pirates 28. januarja 1908 poslal Jima MacKaya, Edgarja Deya in Dunca Taylorja k Pittsburgh Bankersom v zameno za Josephyja Donnellyja, Cliffa Bennesta in igralca po imenu McGuire. Piratesi so v ligi WPHL igrali le v sezoni 1908. Končali so na tretjem mestu s 5 zmagami, 10 porazi in 2 remijema. 